# WNK1
WNK1 (With No lysine (K) kinase 1) es una enzima codificada por el gen WNK1.   WNK1 es una proteína cinasa de serina-treonina y parte de la familia de cinasas WNK "sin lisina/K".  La función predominante de WNK1 es la regulación de los cotransportadores de cationes-Cl − (CCC), como el cotransportador de cloruro de sodio ( NCC ), el cotransportador basolateral Na-K-Cl ( NKCC1 ) y los cotransportadores de cloruro de potasio (KCC1-4) localizados en distintos epitelios.   Las CCC median la homeostasis iónica y modulan la presión arterial transportando iones dentro y fuera de la célula. Como resultado, las mutaciones de WNK1 se han relacionado con trastornos y enfermedades de la presión arterial; un ejemplo destacado es la hipertensión hiperkalémica familiar (FHHt.    

## Estructura
La proteína WNK1 está compuesta por 2382 aminoácidos (peso molecular aproximado de 230 kDa). La proteína contiene un dominio cinasa ubicado dentro de su dominio N-terminal corto y una cola C-terminal larga. El dominio cinasa tiene cierta similitud con la familia de proteínas cinasas MEKK. Como miembro de la familia WNK, el residuo de lisina catalítica de la cinasa está ubicado en el subdominio I, a diferencia de la mayoría de cinasas, donde se encuentra en el subdominio II. Para tener actividad cinasa, WNK1 debe autofosforilar el residuo de serina 382 que se encuentra en su asa de activación.   Un dominio autoinhibitorio se encuentra dentro del dominio C-terminal junto con un dominio HQ que es necesario para las interacciones de WNK1 con otras WNK.  Las interacciones entre WNK juegan un papel importante en la función; los mutantes WNK1 que carecen de un dominio HQ también carecen de actividad cinasa.

## Función
El gen WNK1 codifica una serina-treonina cinasa citoplasmática expresada en distinto tejidos. Los estudios han demostrado que WNK1 puede activar múltiples CCC.  Sin embargo, WNK1 no fosforila directamente los CCC en sí, sino que fosforila otras cinasas de serina-treonina : la cinasa rica en prolina-alanina relacionada con Sterile20 (SPAK) y la cinasa 1 de respuesta al estrés oxidativo ( OXSR1 ).   La fosforilación del asa T de SPAK ubicado en su dominio catalítico activará SPAK, que continuará fosforilando el dominio N-terminal de CCC.  Por lo tanto, WNK1 activa los CCC indirectamente como un regulador de SPAK/OSR1.  

### Reabsorción de sodio

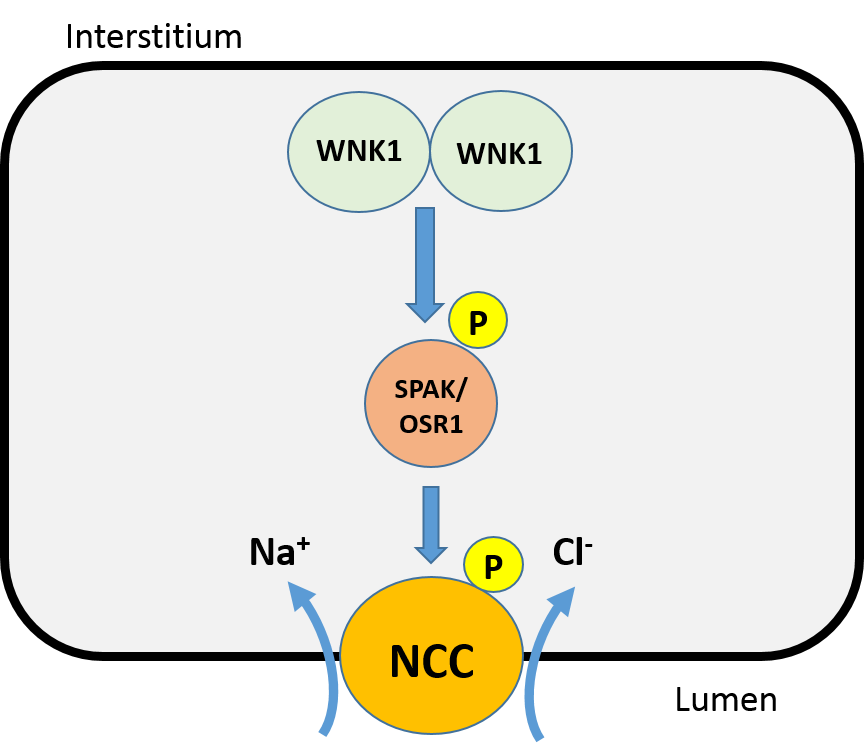
El homodímero WNK1 fosforila SPAK/OSR1, que posteriormente activa el NCC a través de la fosforilación. El NCC activado permite la entrada de iones Na ^{+} e iones ^{Cl−}.

En el túbulo contorneado distal (DCT), una isoforma corta de la cinasa WNK1 funciona como regulador de NCC, modulando la reabsorción de sodio en este segmento de la nefrona. Mutaciones en el gen WNK1 encontradas en pacientes con FHHt se caracterizan por una gran deleción dentro del intrón 1, lo cual provoca un aumento en la expresión de WNK1 de longitud completa.    El aumento de WNK1 conduce a aumentos en la activación de NCC que promueve el fenotipo asociado con FHHt.   

### Secreción de potasio
WNK1 regula los canales de potasio que se encuentran en el ducto colector cortical (CCD) y el túbulo conector (CNT). El canal iónico de potasio medular externo renal ( ROMK ) y el canal de potasio activado por calcio de gran conductancia (BKCa) son los dos canales principales para la secreción de potasio. WNK1 estimula indirectamente la endocitosis dependiente de clatrina de ROMK1 mediante una interacción potencial con intersectina (ITSN1); por lo tanto, no se necesita actividad cinasa.

### Regulación del volumen celular
Los estudios apuntan a WNK1 como un efector clave que acopla cambios en el volumen celular a la función de los CCCs. En condiciones hipertónicas que desencadenan la contracción celular, la actividad de WNK1 aumenta para contrarrestar la pérdida de volumen. El aumento de WNK1 conduce a la activación de SPAK/OSR1 que activa NKCC1/2 a través de una fosforilación posterior.  NKCC1/2 promoverá la entrada de iones Na +, K + y Cl − a la célula, provocando así el flujo de agua hacia la célula. En circunstancias inversas, donde las condiciones hipotónicas inducen la hinchazón celular, WNK1 se inhibe. Otro cotransportador, KCC, es inactivo cuando está fosforilado; sin WNK1 activado, KCC no sufre fosforilación y puede activarse. El cotransportador promoverá el salida de iones K + y Cl − y provocará el flujo de agua fuera de la célula para combatir la hinchazón.

### WNK1 en el cerebro
En el cerebro maduro, el neurotransmisor GABA representa la principal señal inhibidora utilizada en la señalización neuronal. El GABA activa el receptor GABA A, que es un canal de iones Cl −. Los iones Cl − ingresarán a la neurona provocando hiperpolarización e inhibición de la señalización. Sin embargo, durante el desarrollo del cerebro, la activación de GABA A permitirá que los iones Cl − salgan de la neurona, provocando su despolarización. Por tanto, el GABA es un neurotransmisor excitatorio durante el desarrollo. Se ha implicado a WNK1 en el cambio de desarrollo de la señalización GABA excitatoria a la inhibitoria a través de la interacción con NKCC1 y KCC. WNK1 fosforila SPAK/OSR1, que luego fosforila KCC2, inhibiendo el flujo de iones Cl − fuera de la célula durante el desarrollo.

## Importancia clínica
El gen WNK1 tiene mutaciones descritas que se han asociado con el síndrome de hipertensión hiperkalémica familiar (FHHt), también llamado síndrome de Gordon o pseudohipoaldosteronismo tipo II. Asimismo, mutaciones en exon específico de WNK1 son una causa de neuropatía sensorial congénita ( HSAN tipo II, que presenta pérdida de percepción del dolor, el tacto y el calor debido a una pérdida de nervios sensoriales periféricos). 

## Genómica comparativa
El gen pertenece a un grupo de cuatro proteínas cinasas relacionadas (WNK1, WNK2, WNK3, WNK4 ).
Se han encontrado homólogos de esta proteína en Arabidopsis thaliana, C. elegans, Chlamydomonas reinhardtii y Vitis vinifera, así como en vertebrados como Danio rerio y Taeniopygia guttata.